# Idéal de beauté masculin

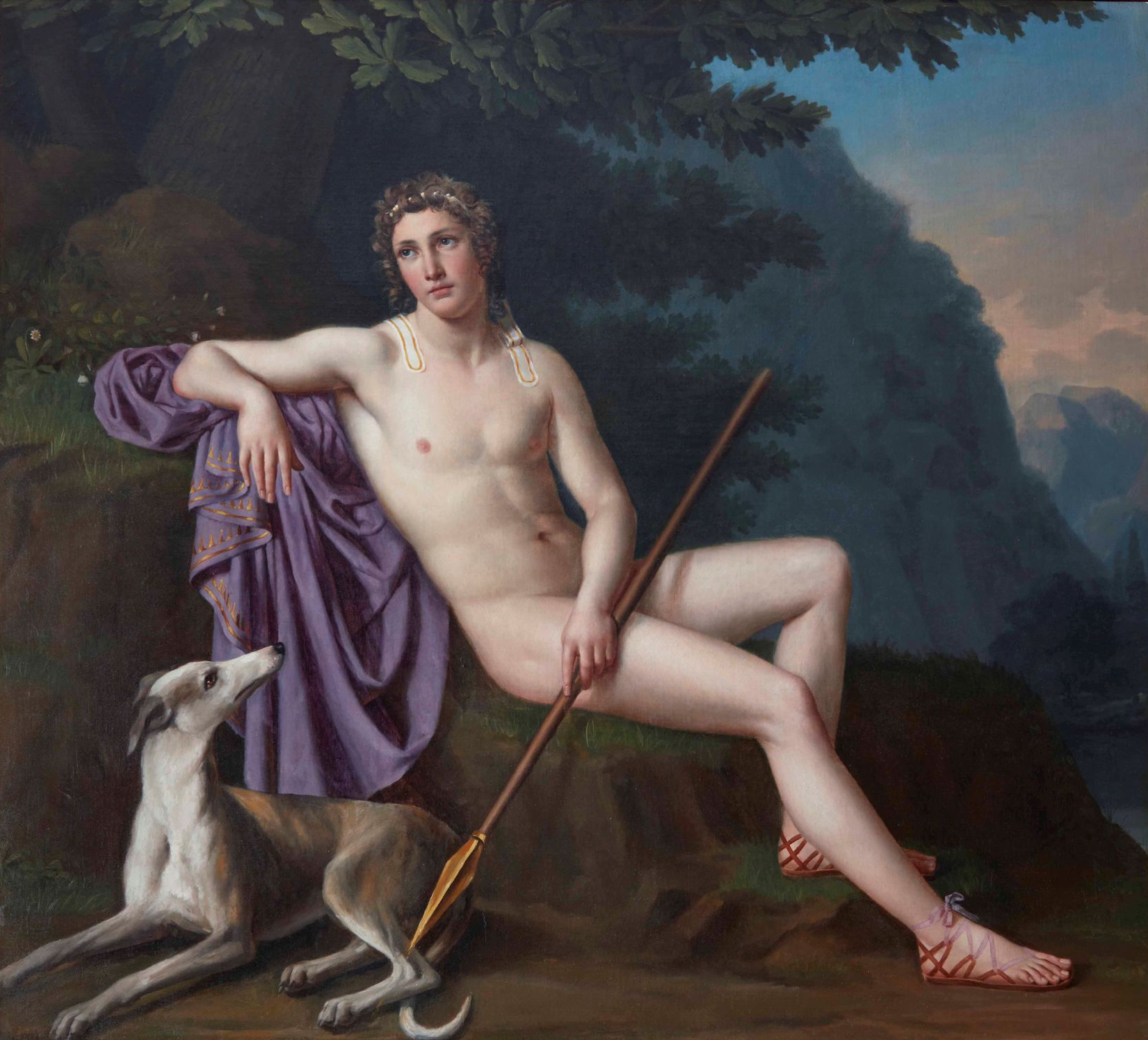
Adonis, considéré dans la mythologie grecque comme l'homme le plus beau, à tel point qu'il fut convoité par les déesses Aphrodite et Perséphone (Adonis, peinture de Sophie Rude).

L'idéal de beauté masculin (ou BBA) est un éventail de standards culturels de beauté pour les hommes qui changent en fonction de l'époque historique et de la région géographique. Le corps dont les mensurations respectent les proportions du canon esthétique de son temps sera en principe reconnu comme beau par ses contemporains.
Tout en étant principalement ancrés dans les croyances hétéronormatives sur l'hypermasculinité, les idéaux de beauté masculine influencent fortement les hommes de toutes orientations sexuelles et identités de genre, notamment les hommes homosexuels,.
Très tôt, la beauté masculine fut associée à la virilité (et donc à la fertilité), expliquant l’importance des caractères sexuels secondaires, comme le poil ou le muscle. Apparaitra dans l’Antiquité avec la figure de l'éphèbe, l'association de la beauté masculine avec l’équilibre et la jeunesse, que Léonard de Vinci théorisera dans son Homme de Vitruve comme l'harmonie. Le docteur Mayeux affirme que cette recherche de l’harmonie dans la beauté masculine n’est pas un hasard, car elle est « au service » de la fonction reproductrice et un facteur de sécurité. Toutefois, les canons de beauté masculin ont su évoluer avec la société au même moment où le rôle de la femme prenait de l’importance car cela amenait certains hommes à s'autoriser d'exprimer une part de sensibilité et de ne plus faire de la virilité l'unique expression de la beauté de l’homme.
Ces normes sont inculquées aux hommes dès leur plus jeune âge afin d'accroître la perception de leur attirance physique. Comme les femmes, les hommes subissent une pression sociale pour souscrire à des critères de beauté souvent inatteignables et sont aussi victimes de jugement par rapport à leur apparence, et ce, qu’importe le pays ou le continent. La pression sociale exercée sur les hommes pour qu'ils se conforment à ces normes afin de se sentir désirables va souvent les inciter à modifier leur corps par des procédés tels que les amaigrissements extrêmes, l'agrandissement du pénis, les régimes de remise en forme draconiens, le blanchiment de la peau, le bronzage et d'autres modifications corporelles chirurgicales. Comme les standards de beauté occidentaux perpétuent les normes de genre, des traits comme la non-assertivité et la douceur vont être associés à la féminité, donc ne seront pas considérés comme désirables par les hommes.
Les critères de beauté varient selon la culture et la région du monde. En effet, alors que dans les cultures occidentales, l'homme idéal a un physique musclé, ce n'est pas le cas partout. Par exemple, en Corée du Sud, le succès et la popularité des groupes de K-Pop comme BTS, connus pour leurs coiffures et leur maquillage éclatants, ont fait émerger comme idéal de beauté un homme androgyne au physique mince. Même si ce type de beauté pourrait être considéré comme peu orthodoxe selon les conventions traditionnelles des sociétés occidentales, sa diffusion par le biais des médias de masse a fait qu'il soit désormais très recherché et très influent dans le monde, ayant une influence sur la Génération Z.
Après avoir fait une étude sur le type d'homme idéal des gays, l'Institut français d'opinion publique (IFOP) a relevé qu'en France, les préférences physiques des hommes qui aiment les hommes ne sont pas très éloignées de celles des femmes.
Le docteur Esther De Dauw, une universitaire britannique travaillant sur les super-héros, le genre, la race et les récits anti-hégémoniques et co-autrice de Toxic Masculinity: Mapping the Monstrous in Our Heroes, un ouvrage sur les rapports entre les super-héros et la masculinité toxique, a affirmé que les normes de beauté masculine constituaient un facteur important de la masculinité toxique. Elle est convaincue que les médias de masse chosifient les hommes, comme des figurines articulées, et montrent les hommes comme un fantasme de pouvoir.
La pharmacie en ligne Superdrug Online Doctor a commandé cette étude pour explorer la manière dont ces idéaux varient dans 19 pays : le deuxième rapport « Perceptions of Perfection ». La directrice générale de la branche anglaise de YMCA (YMCA England) Denise Hatton a commenté ce rapport affirmant qu'il met en lumière les pressions auxquelles les hommes du monde entier sont confrontés en matière d'image corporelle. En effet, ce rapport montre que les hommes souffrent autant, voire plus que les femmes du manque de confiance en leur corps, car beaucoup d’entre eux s’efforcent d’atteindre un standard d’« attrait » qui est à la fois souvent inaccessible et dicté par des perceptions culturelles et des idéaux publicitaires,. Selon la chroniqueuse au Guardian Suzanne Moore, l’industrie cosmétique a préparé les hommes à être aussi malléables que les femmes et à consommer pour consommer. Toutefois, toute l'imagerie propagée autour de la beauté masculine (torses sculptés et galbés, dents trop blanchies et faux bronzages) va angoisser les hommes par leur caractère irréel car les jeunes hommes ont le sentiment de ne pas pouvoir être à la hauteur des standards de beauté et que certains hommes plus âgés vont trouver cette imagerie égocentrique et émasculante. Elle explique que cela reflète en partie une culture de plus en plus visuelle dans laquelle le miroir n’est pas dans une salle de bain privée mais sur Instagram.